# Губанов, Алексей Алексеевич
Алексе́й Алексе́евич Губа́нов (12 марта 1918, Москва, РСФСР — 26 июля 1982, Воронеж, РСФСР, СССР) — советский лётчик-ас, полковник Советской Армии, участник Великой Отечественной войны.

## Биография
Алексей Губанов родился 12 марта 1918 года в Москве в рабочей семье.
Окончил семь классов средней школы, работал сборщиком на авиамоторном заводе. В 1937 году Губанов был призван на службу в Рабоче-крестьянскую Красную Армию. В 1938 году он окончил Борисоглебскую военную авиационную школу лётчиков. Принимал участие в польском походе и советско-финской войне. С июня 1941 года — на фронтах Великой Отечественной войны.
К августу 1943 года капитан Алексей Губанов командовал эскадрильей 13-го истребительного авиаполка 201-й истребительной авиадивизии 2-го смешанного авиационного корпуса 4-й воздушной армии Северо-Кавказского фронта. К моменту представления к званию Героя Советского Союза он совершил 358 боевых вылетов, в воздушных боях сбил 14 самолётов противника.
Конец войны встретил в Праге. Всего за время войны Губанов совершил 525 боевых вылетов, принял участие в 104 воздушных боях, сбив 23 самолёта противника лично и ещё 6 — в группе.
После окончания войны продолжал службу в Советской Армии. В 1951 году Губанов окончил Военно-воздушную академию в Монино. В 1973 году в звании полковника он был уволен в запас. Проживал в Воронеже. Умер 26 июля 1982 года, похоронен на Юго-Западном кладбище Воронежа.

## Награды
- Медаль «Золотая Звезда» Героя Советского Союза;
- орден Ленина;
- два ордена Красного Знамени;
- орден Александра Невского;
- орден Отечественной войны 1-й степени;
- три ордена Красной Звезды;
- медали[1].